# José Q. Coloma
José Quintiliano Coloma fue un político ecuatoriano que ejerció la alcaldía de Guaranda entre 1962 y 1965. En su actividad privada fue un obrero, emprendedor y empresario, quien realizó obras sociales y filantrópicas. Además fue un intérprete de bandolín.  

## Biografía
Fue el cuarto de seis hermanos (Evila, Cumandá, Bélgica, Jorge, Eva). Su infancia transcurrió en circunstancias de extrema pobreza. Desde los cinco años realizó ventas ambulantes, lustró zapatos, cargó maletas. Estudió hasta el tercer grado de escuela. En la adolescencia fue portero en el Colegio Pedro Carbo de Guaranda. En su juventud trabajó en Quito como guardián en el Penal García Moreno. En Guaranda montó un taller de zapatería con la marca de calzado Coloma que luego se convertiría en una cadena de almacenes en varias ciudades de Ecuador. En 1956 fue jefe político de Guaranda y presidente de algunas agrupaciones de obreros, tales como la Sociedad Obrera San José y la Juventud Obrera Católica. A los 36 años se casó con Lida María Román y procrearon cuatro hijos. En 1962 fue elegido alcalde de Guaranda por votación popular. Colaboró voluntariamente con Monseñor Cándido Rada Senosiaín durante 22 años (entre 1958 y 1980) en la realización de obras sociales, de educación y religiosas. En su vida privada hizo numerosos emprendimientos en Guaranda y Quito y fue un empresario exitoso, en especial de la construcción y bienes raíces.  A los 74 años grabó su primer disco con interpretaciones en bandolín. 

## Alcaldía de Guaranda
Ejerció la alcaldía del cantón Guaranda entre 1962 a 1965 y su gestión ha merecido reconocimientos. Realizó grandes cambios urbanísticos que modernizaron a la ciudad y parroquias rurales. Parte de su obra pública se resume en el informe de labores del cantón Guaranda. Algunas de sus principales obras son:
Construcción de la Plaza 15 de Mayo, la Plaza Roja (previamente quebrada Guanguliquín), el Parque 9 de Octubre, el Parque de Guanujo, y parques infantiles.
Construcción de la escuela de Cashapamba y equipamiento de talleres de corte y confección en San Lorenzo, Guanujo, San Simón, Echeandía, Salinas y Julio Moreno.
Construcción de las avenidas circunvalación y Kennedy, además de numerosas otras calles y vías.
Construcción de la cárcel municipal. 
Construcción de las ciudadelas Las Colinas y Juan XXIII (en colaboración con Monseñor Cándido Rada Senosiaín.
Dotación de agua potable, alcantarillado, adoquinamiento y telefonía.
Establecimiento de un programa de becas y cooperación denominado Ciudades hermanas entre Guaranda y Johnson City (Tennessee, USA). 

## Obra social y filantropía
Fundación de la casa de auxilio Social San José en Guaranda.
Fundación de la escuela Sagrado Corazón de Jesús en San Miguel con la comunidad religiosa de Hermanas Bethlemitas.
Fundación del monasterio en el Santuario de Lourdes en San Miguel con la comunidad religiosa de Hermanas Clarisas.
Fundación de la casa de auxilio social y asilo de ancianos en San Miguel con la comunidad religiosa de Hermanas Franciscanas Misioneras de María Auxiliadora.
Donación de terrenos para el Club de Leones en Guaranda y el Fondo Ecuatoriano Populorum Progressio  en Quito.

## Discografía
Fue un intérprete del bandolín, a los doce años formó el Dúo Coloma junto a su hermano menor Jorge, quien le acompañaba con la guitarra. 
Grabó tres discos junto a Jorge Coloma (guitarra) y Rodrigo Saltos Espinoza Archivado el 5 de junio de 2019 en Wayback Machine. (bajo, requinto, arreglos y dirección). 
1998. Recordando el pasado Volumen I
1999. Recordando el pasado Volumen II
2010. Recordando el pasado Volumen III

## Reconocimientos
1989. Placa de reconocimiento. Sanmigueleños residentes en Quito
1999. Placa de reconocimiento. Alcaldía de San Miguel
2014. Gran Condecoración Camino Real. Alcaldía de Guaranda 
2016. Placa de honor. Alcaldía de San Miguel